# Ґевін Пфіцнер
Ґевін Пфіцнер (англ. Gavin Pfitzner; нар. 1 вересня 1966) — колишній австралійський тенісист.
Найвищу одиночну позицію світового рейтингу — 417 місце досяг 26 вересня 1988, парну — 195 місце — 13 жовтня 1986 року.

## Титули на челленджерах

### Парний розряд: (1)
| Ранг | Рік  | Турнір         | Покриття | Партнер         | Суперники                                | Рахунок       |
| ---- | ---- | -------------- | -------- | --------------- | ---------------------------------------- | ------------- |
| 1.   | 1988 | Діжон, Франція | Килим    | Говард Енделмен | Міхня Йон-Нестасе Фернандо Перес Паскаль | 7–6, 6–7, 6–4 |